# Рейк, Хавива
Хави́ва Ре́йк (ивр. חביבה רייק‎; Haviva(h) Reik, Reick или Reich, словац. Chaviva Reiková, урождённая Ма́рта Ре́йк(ова), словац. Marta Reicková; 22 июня 1914, Nadabula, Транслейтания — 20 ноября 1944, Kremnička) — сержант британской секретной службы MI9, боец словацкого антифашистского сопротивления, национальная героиня Израиля.

## Биография
Хавива Рейк родилась 22 июня 1914 года в словацкой деревне Надабула (теперь часть Рожнявы), и выросла в пригороде Банской-Бистрицы в Карпатах. Родители — Арпад и Эмилия Рейк. Училась в еврейской и словацкой школах в селе Радвань-над-Гроном и торговом колледже в Банской-Бистрице. В 1933 году присоединилась к молодёжному левосионистскому движению ха-Шомер ха-цаир. В 1939 году вместе с мужем Ароном Мартиновичем совершила алию — эмигрировала в Палестину, где вступила в кибуц Маанит, а ещё позже — в Пальмах, отряды подпольной военной организации Хагана.
В 1942 году, когда Еврейское агентство выдвинуло план отправлять евреев из Палестины для подпольной работы на контролируемых нацистами территориях, была принята на курс подготовки агентов британской секретной службы MI9, основной функцией которой было содействие побегам из плена британских военнопленных, а также спасение военных, оказавшихся на оккупированной неприятелем территории. Формально числилась сержантом Женского вспомогательного военно-воздушного корпуса (WAAF) Вооружённых сил Великобритании, псевдоним — «Ада Робинсон» (Рейк уже развелась, но в её британских документах её имя и далее было указано как Марта Мартинович). Помимо выполнения основных задач, по согласованию с Еврейским агентством, Рейк и другим агентам позволялось заниматься спасением еврейского населения на оккупированных территориях и формировать еврейские отряды сопротивления.

### Операция в Словакии

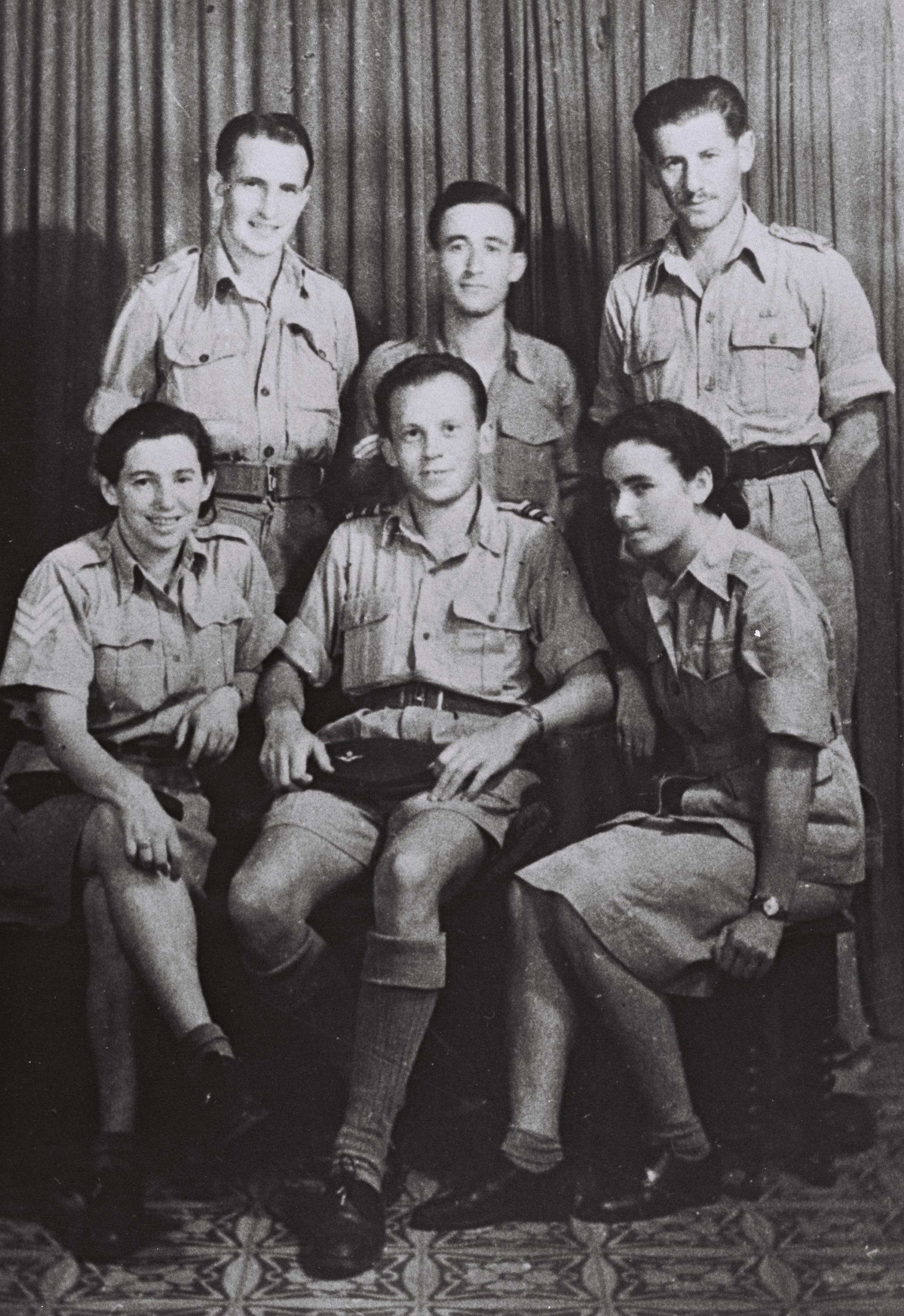
Еврейские парашютисты; справа налево, верхний ряд: Реувен Дафни, Садок Дорон, Аба Бердичев. Нижний ряд: Сара Брейверман, Арье Фишман, Хавива Рейк

Пройдя курс парашютной подготовки на авиабазе британских ВВС в Рамат-Давиде, вместе с другими разведчиками, набранными из числа евреев, была направлена в Каир для ожидания вылета в Словакию. Разведгруппа, в которую входила Хавива Рейк, действовала в рамках миссии под кодовым названием «операция Амстердам». В ночь на 14 сентября 1944 года, Рафаэль Рейш (Рафаэль Райс), Цви Бен Яков и Михай Касаш (Хаим Хермеш) десантировалась в Словакии. Рейк планировала присоединиться к ним, но британские власти сперва ей отказали, опасаясь, что если её схватят, то почти наверняка казнят на месте как шпионку, а не возьмут в плен. Однако уже 17 сентября 1944 года Рейк прибыла в освобождённую в ходе Словацкого национального восстания Банску-Бистрицу на борту американского самолёта B-17 «Летающая крепость» в рамках операции «Leadburn». Вскоре к ней присоединились Хаим Хермеш, Рафаэль Райс, Цви Бен Яков, десантировавшиеся тремя днями ранее. В конце месяца в расположение группы прибыл пятый парашютист, Аба Бердичев, доставивший деньги и оборудование для радиосвязи.
В Банской-Бистрице Хавива Рейк и её сослуживцы собирали разведывательную информацию и регулярно передавали отчёт в британский генштаб. Через свои связи со словацкими партизанами они помогли спасти около 60 британских и американских лётчиков, которые были сбиты немцами и, при помощи группы, эвакуировались в Италию.
Как эмиссар ишува, Рейк занималась организацией бесплатной столовой, поиском жилья, работы, подделкой документов для еврейских беженцев. Несколько групп еврейских беженцев, включая детей, парашютистам удалось эвакуировать в район словацко-венгерской границы, спрятав их от наступавших на словацких повстанцев гитлеровских частей.

### Гибель
В условиях стремительного наступления немецких войск на Банску-Бистрицу, где работал повстанческий Словацкий национальный совет, принявший декларацию о восстановлении Чехословацкой республики и свержении правительства Тисо, отряд решил передислоцироваться в другое место. 26 октября 1944 года, Хавива Рейк и другие парашютисты во главе группы из 40 евреев ушли из Банской-Бистрицы в горы, где построили временный лагерь. 30 октября 1944 года лагерь, расположенный возле села Погронски Буковец, был обнаружен и разгромлен солдатами «Дивизии СС „Галичина“», а Хавива Рейк попала в плен.
После допросов, сопровождавшихся физическими пытками, 20 ноября 1944 года, Хавива Рейк была расстреляна вместе с группой из 250 евреев в деревне Кремничка возле Банской-Бистрицы. Убитые были похоронены в братской могиле. Уцелеть из этой группы еврейских десантников сумел Хаим Хермеш, которому удалось бежать, повоевать в рядах партизан и Красной Армии, а затем вернуться в Палестину.

## Память

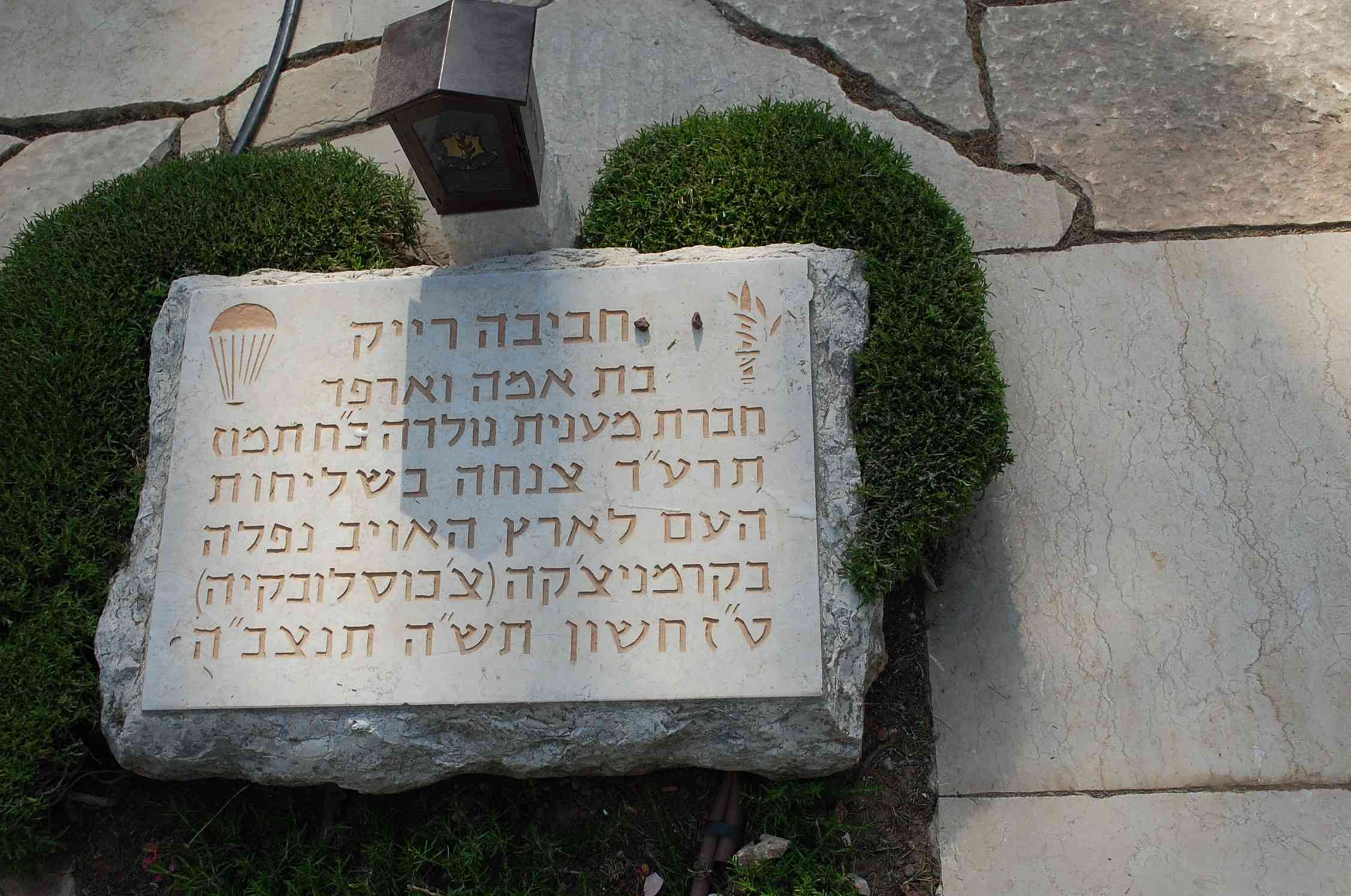
Надгробие Хавивы Рейк

После войны, в сентябре 1945 года, тело Хавивы Рейк было обнаружено, эксгумировано и погребено на Ольшанском военном кладбище в Праге. 10 сентября 1952 года по просьбе израильского правительства её останки были торжественно перезахоронены на горе Герцля в Иерусалиме. В честь неё названы: Кибуц Лехавот-Хавива, институт Гиват Хавива, река, цветок герберы, озеро, корабль Алии Бет, а также многочисленные улицы в Израиле. 21 августа 1990 года местные власти Банской-Бистрицы присвоили ей почётное гражданство города.
В 2015 году вышел словацкий документальный фильм «Возвращение в горящий дом», посвящённый жизни и смерти Хавивы Рейк. В фильме 2019 года «Моё восстание 2» её героиню воплотила певица Катарина Кнехтова (в части «Женщина на мотоцикле»).
27 июля 2021 года президент Словацкой Республики Зузана Чапутова наградила Рейк орденом Людовита Штура III степени в память о выдающихся заслугах в области демократии и её развития, прав и свобод человека и их защиты. Накануне Дня победы над фашизмом 2025 года Почта Словакии (Slovenská pošta) выпустила почтовую марку «Женщины в антифашистском сопротивлении» („Ženy v protifašistickom odboji“) с портретами трёх женщин, внесших значительный вклад в историю Словакии. Это Хавива Рейк, Далма Шпитцерова (1925—2021) и Марина Паулинёва (1897—1945).